# Dianthus tripunctatus
Dianthus tripunctatus é uma espécie de planta com flor pertencente à família Caryophyllaceae. 
A autoridade científica da espécie é Sm., tendo sido publicada em Fl. Graec. Prodr. 1(2): 286. 1809.

## Portugal
Trata-se de uma espécie presente no território português, nomeadamente em Portugal Continental.
Em termos de naturalidade é possivelmente introduzida na região atrás indicada.

## Protecção
Não se encontra protegida por legislação portuguesa ou da Comunidade Europeia.